# Медаль «За видатні заслуги» Повітряних сил США
Меда́ль «За видатні́ заслу́ги» Повітряних сил США (англ. Air Force Distinguished Service Medal) — військова нагорода Повітряних сил США.